# Теодор Манчев
Теодор Тодоров Манчев е български волейболист, посрещач, състезател на тима от волейболната Efbet Супер Лига на България ВК Сливнишки герой (Сливница), където старши треньор е Мартин Стоев.

## Биография
Завършва столичното 51 средно училище „Елисавета Багряна“ през 2018 година, след което продължава своето образование в НСА.
Манчев е юноша на ВК Левски Волей, но по-късно играе в Столичния клуб УСК Хектор. С него той има 2 последователни участия в елитни турнири в Италия, където трупа безценен опит на международната сцена и изиграват ключова роля в бъдещия му трансфер в Дания. Преди звездния му трансфер, за кратък период Теодор се състезава с черно/белия екип на ВК Славия (София). След което в периода 2018 – 2019 той е привлечен като състезател на престижния ВК Ишой (Дания).
От 2019 г. е част от ВК Сливнишки герой (Сливница) През 2021 година стана Шампион на висшата волейболна лига с тима на ВК Сливнишки герой.